# 歌舞伎町大樓火災事故
歌舞伎町大樓火災事故（日语：歌舞伎町ビル火災），為2001年9月1日發生於日本東京新宿區歌舞伎町住商混合大樓明星五十六大樓（日语：明星５６ビル）的一場火災事故。事故造成44人罹難，為日本在二次大戰後死亡人數第五的火災，也是東京死亡人數最多的建築物火災。造成大量傷亡的原因是建築物內的疏散通道不足，起火原因推測是人為縱火，但兇手不知去向。在遺族團體的努力之下，2009年修改了刑事訴訟法，對兇手的公訴期限由2016年改為無限期追訴。:1:5日本因為這起事故修改了消防法，加重業主及管理員的法律責任，以提升消防管理意識。

## 事發過程
明星五十六大樓為一棟地下二層、地上四層的住商混合大樓。一樓是提供色情消息的專門店，二樓為色情按摩店，三樓是麻將館，四樓為摸摸茶，人員出入複雜。整幢大樓只有內部一道樓梯，一個出口與兩扇窗:3 火災的起火點為3樓的「一休」麻將館。9月1日凌晨1時左右，麻將館員工打開大門時發生爆炸。:5消防單位獲報後，出動超過百輛的消防車與急救車進行灌救，火勢延燒了5小時又40分鐘。由於3樓與4樓的防火門未關閉，大火由樓梯通道延燒至4樓，:1:5最終將3、4兩層完全燒毀。:3:1除了3人跳窗求生，3、4兩層的人無路可逃，44名罹難者皆因吸入濃煙，一氧化碳中毒身亡。大樓內安裝了自動火災警報設備，但因為時常故障作動而關閉了電源。4樓的火災警報器被室內裝潢包覆隱蔽，2樓與3樓沒有安裝避難器具，4樓雖有避難器具但不堪使用。

## 調查

### 起火原因
事發之後，日本首相小泉純一郎下令對該事故展開徹底的調查。:3警視廳朝瓦斯洩漏與人為縱火兩個方向調查，但東京燃氣公司否認了燃氣洩漏致災的可能性，他們在現場沒有發現破裂的管道，固定氣錶的螺絲仍完好無損的在管道上，反而是氣錶異常脫落。警方認為，火災前可能有人動過氣錶，人為縱火可能性較高。

### 管理責任
2003年2月，大樓的業主以及租戶關係人共6人，因違反消防法、業務過失致死遭到逮捕。民事部分，罹難者33人的遺族對業主展開損害賠償請求訴訟。東京消防廳下令禁止大樓改做他用，以待罹難者遺族的求償訴訟。2006年4月18日，大樓業主與遺族達成和解，共賠償約8億6千万日圓，大樓禁令也隨之解除。刑事部分，2008年7月2日，東京地方裁判所對5名被告定罪，麻將館店長1人無罪釋放。

## 影響
日本政府決定從9月3日起，對全國的大樓展開檢查，查看建築物是否配備消防設備與完善的逃生路線，檢查業主和住戶是否施行必要的撤離演習。:3:2日本在2002年4月大幅修訂消防法，於10月25日實施，加重了建築物的業主及管理員的法律責任，以提升消防管理意識。

### 修訂消防法

#### 火災的早期發現、警報對策的強化
自動火災警報設備的設置對象由大型建築擴展到傳統小型建築，加強設置安裝標準。

#### 徹底糾正違規
決定徹底糾正前述違法行為，取消消防部門的消防檢查時限。消防署可對違反規定的的大樓業主發動刑事告發，可立刻責令建築物停止使用。

#### 提升罰則
違反者，罰則由原來的「一年以下有期徒刑，50萬以下罰金」改為「三年以下有期徒刑，300萬元以下罰金」。法人則由「50萬元以下罰金」提升為「一億元以下罰金」。

#### 徹底的防火管理
創設防火對象物定期檢查報告制度，由具有消防設備點檢資格者每年一次進行檢查並提出報告。

## 另見
- 住商混合大樓火災（日语：雑居ビル火災）
- 殺人事件被害者遺族會

## 外部連結
- Deadly Explosion, Fire In Tokyo （页面存档备份，存于） CBS, September 1, 2001
- Fire, Explosion Kills 44 in Tokyo Nightclub （页面存档备份，存于） CNN, September 1, 2001
- At least 44 die in Tokyo explosion （页面存档备份，存于） The Guardian, September 1, 2001
- Police arrest six over deadly Kabukicho fire （页面存档备份，存于） The Japan Times, February 19, 2003
- Victims' families sue over Kabukicho fire deaths in 2001 （页面存档备份，存于） The Japan Times, February 23, 2003
- Kabukicho fire （页面存档备份，存于） Disaster Prevention System Institute